# Włodzimierz Żrałek
Włodzimierz Żrałek (ur. w 1933) – polski dziennikarz i publicysta. Współzałożyciel Stowarzyszenia Dziennikarzy PRL.

## Życiorys
W latach 60. korespondent Agencji Robotniczej, PAP i „Życia Warszawy” w Algierii i rejonie Maghrebu. Po 1967 kierował działem zagranicznym Polskiej Agencji Interpress. Od 1973 do 1981 i od 1986 był korespondentem „Trybuny Ludu” w Paryżu.
Współautor książki Hiszpania bez dyktatora, razem z Romanem Samselem.
Od 1970 należał do Polskiej Zjednoczonej Partii Robotniczej. Od 1977 do 1981 był członkiem egzekutywy OOP PZPR przy Ambasadzie PRL w Paryżu.
Jego nazwisko znalazło się na tzw. Liście Kisiela.